# Parque nacional Carrasco

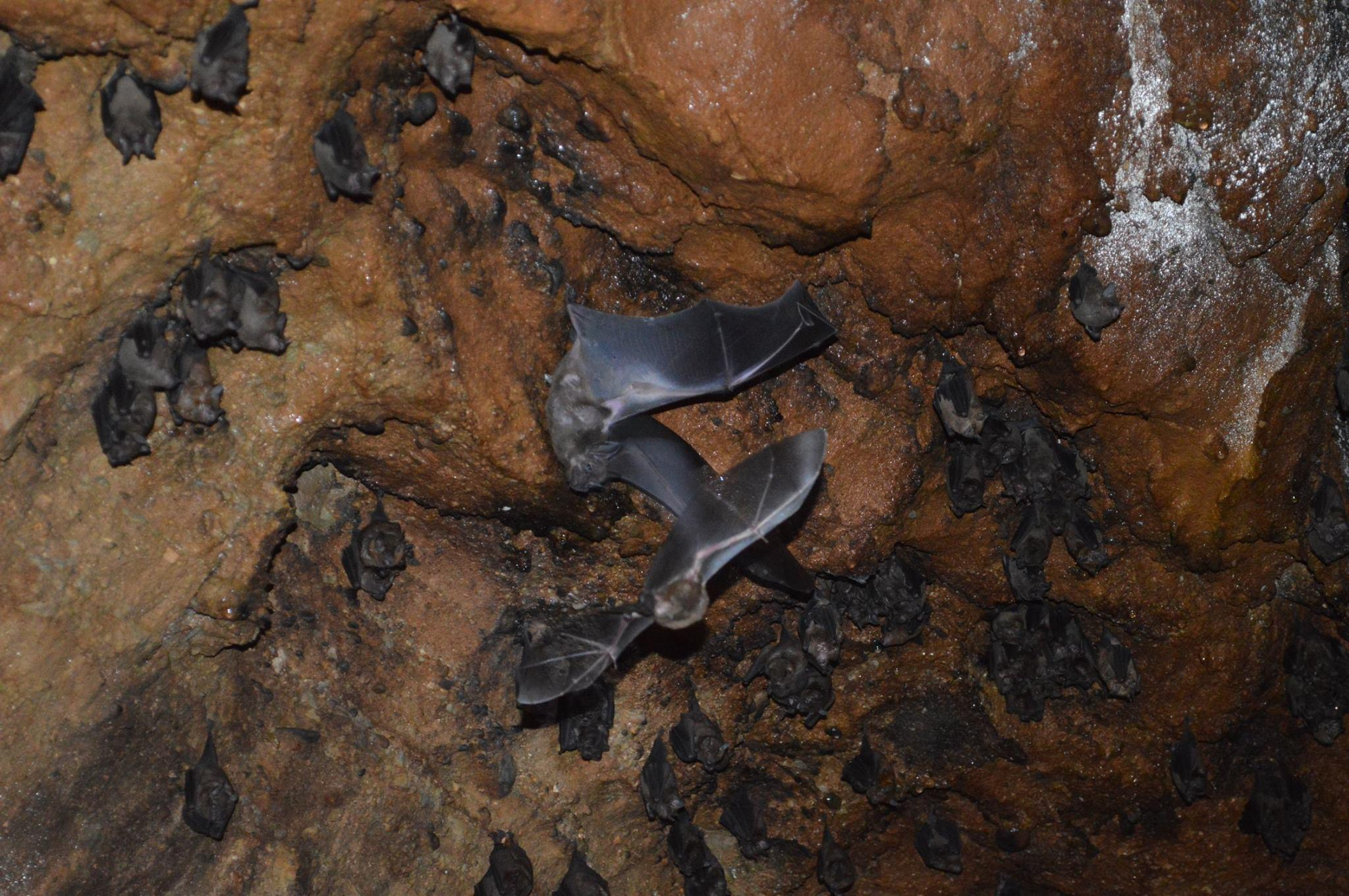
Colonia de murciélagos Phyllostomus hastatus en las oscuras profundidades de las Cavernas del Repechón.

El Parque Nacional Carrasco es un área natural protegida de Bolivia, ubicado en las provincias del Chapare y Carrasco en el departamento de Cochabamba
El parque se halla ubicado al este del departamento de Cochabamba y limita al este con el Parque Nacional Amboró en el departamento de Santa Cruz. Tiene una superficie de 622.600 ha (6.226 km²) y un rango altitudinal entre 280 m s. n. m. y 4.717 m s. n. m. Se caracteriza por tener un clima cálido y húmedo (5.000 mm anuales) excepto en las zonas montañosas con clima frío. Las cuencas más importantes son las de los ríos Chimoré, Sajta, Ichilo, San Mateo e Ivirizú. Biogeográficamente el área abarca las subregiones Altoandina, Puna y Yungas Montañoso. Posee una gran diversidad de ecosistemas relacionados con la fisiografía de la región, una variación altitudinal y su posición en tropical. Entre los principales ecosistemas del área destacan los Bosques de Sudoeste de la Amazonía, Yungas, Bosque Tucumano Boliviano, Bosques Secos lnterandinos y Puna  Norteña.

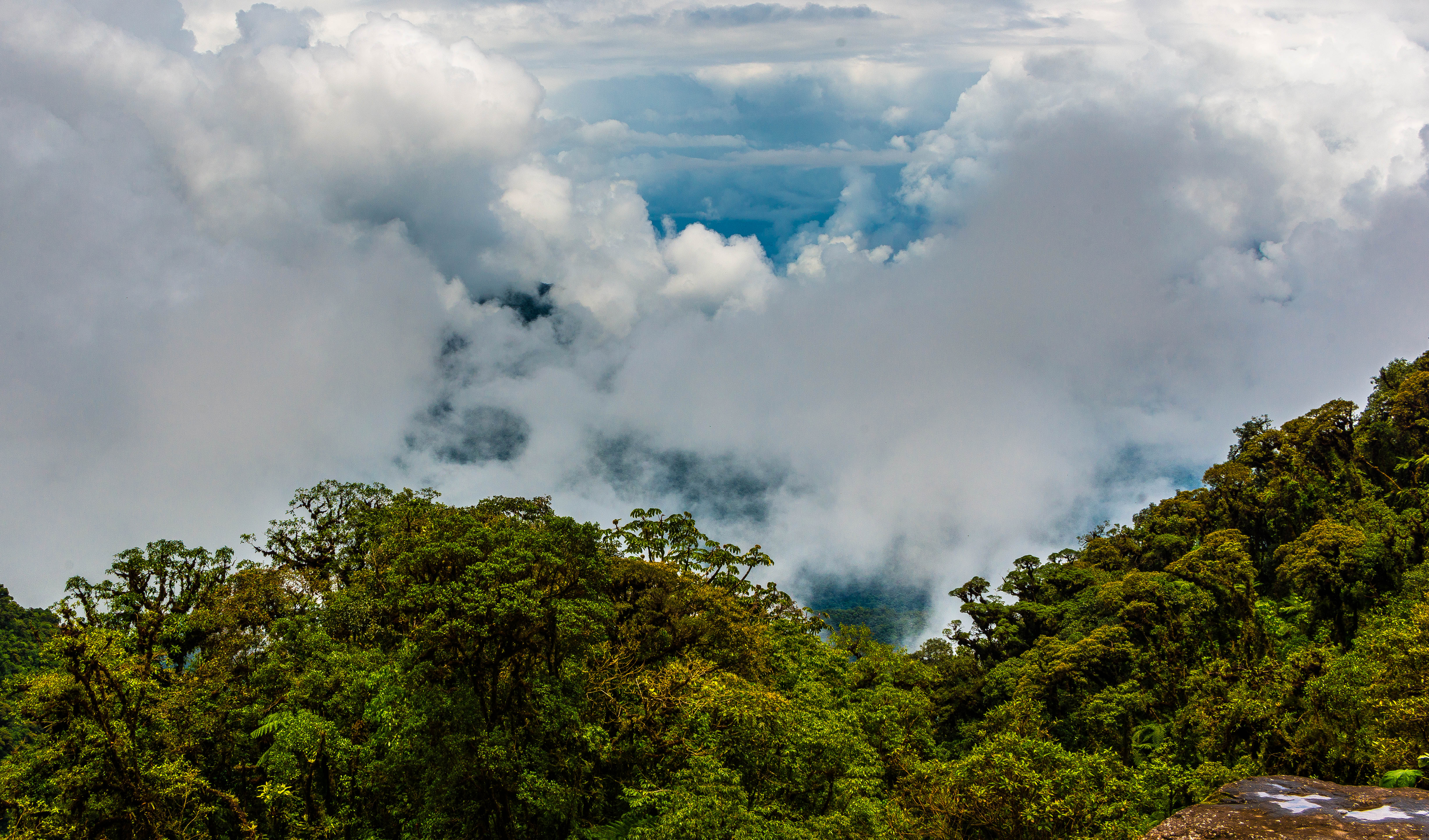
Vista del parque desde una zona alta.

Se estima aproximadamente 3000 especies de plantas en el área, hasta el momento se han registrado aproximadamente 600 especies. Entre las especies más sobresalientes se encuentra la waycha (Weinmannia boliviensis), la kewiña (Polylepis racemosa) y numerosas especies de orquídeas (alrededor de 200).En cuanto a la fauna algunas de las especies más representativas son el jucumari o el oso de anteojos (Tremarctos ornatus), la taruca o venado andino (Hippocamelus antisensis), el águila arpía (Harpia harpyja) y el guácharo (Steatornis caripensis).

## Características
- Nombre: parque nacional Carrasco
- Categoría: Parque
- Año de creación: 1991

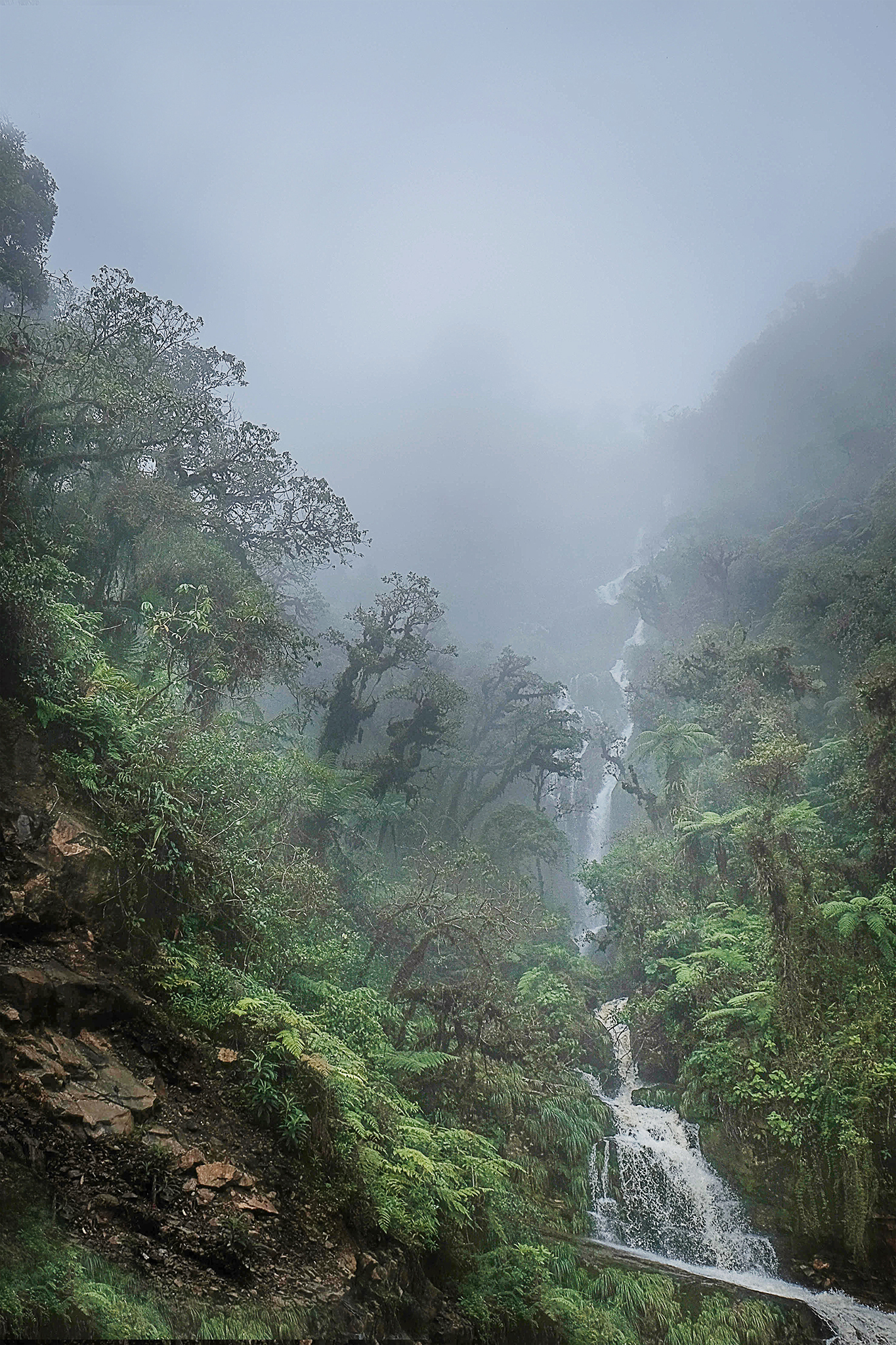
Bosque de Sehuencas en el parque.

- Principales objetivos de creación: 1) Conservación de la diversidad biológica, en particular del bioma altoandino y de los yungas; 2) Regulación del uso de los recursos naturales por los residentes del área y mejoramiento de su calidad de vida.
- Ubicación: región cordillerana y subandina al Este del Departamento de Cochabamba, provincias Carrasco, Tiraque y Chapare.
- Ecorregiones: Puna semihúmeda (5,29%), bosque húmedo a perhúmedo siempreverde de montaña (67,10%), bosque amazónico subandino (22,42%), bosque amazónico preandino (4,23%), bosque seco interandino (0,90%) y bosque tucumano-boliviano (0,06%).
- Hábitats: páramo yungueño, bosques pedemontanos, bosques húmedos siempreverdes, bosques de neblina mixtos, bosques bajos, bosques montanos y submontanos.

## Misión
Lograr que los ecosistemas y procesos ecológicos del área sean conservados y protegidos de manera permanente. Para lo cual, consideramos que un adecuado manejo de los recursos naturales mejoraría la calidad de vida de la población sin poner en riesgo la satisfacción y necesidades de las generaciones actuales y futuras.

### Lineamientos estratégicos PN
- Preservar la diversidad genética de flora y fauna con valor en el PN Carrasco para el futuro desarrollo de la humanidad.
- Incentivar y facilitar el manejo adecuado y sostenido de los recursos naturales en las comunidades que se encuentran en el Área de Amortiguación del PN Carrasco
- Establecer y promover normas de comportamiento adecuadas en relación con el Área.

## Historia
El PNC fue creado bajo el nombre de parque nacional Carrasco-Ichilo el 9 de diciembre de 1988 con una superficie original de 180.000 ha. El 11 de octubre de 1991, a través del Decreto Supremo N°22.940l el Área Protegida fue establecida como parque nacional Carrasco y reducido a un área de 622.600 ha con el propósito de disminuir el impacto ambiental de la carretera Chimoré-Yapacaní y adjuntar el Santuario de Vida Silvestre “Cavernas del Repechón” creado por Resolución Ministerial 157-86 del 22 de mayo de 1986.
La gestión del parque comenzó a partir del 1993, el Centro de Desarrollo Forestal (CDF) se encontraba a cargo de su administración. La gestión se encontraba enfocada en la protección de la biodiversidad, educación ambiental y manejo de los recursos naturales. La administración del área es transferida a la Dirección Nacional de Conservación de la Biodiversidad (DNCB, hoy Servicio Nacional de Áreas Protegidas) a fines de 1993, mantenida hasta la fecha. Dicha transferencia se realizó debido a la deficiente gestión de la CDF y la promulgación de la Ley de Medio Ambiente y la creación de la Secretaría Nacional de Medio Ambiente (SENMA).
Uno de los principales problemas del área se encuentran relacionados con los límites del área y su categoría como parque nacional. Anteriormente se ha considerado el posible cambio de su categoría a parque nacional y Área Natural de Manejo Integrado Carrasco, similar al caso del PN-ANMI Amboró. Así como la posibilidad de crear un Área Natural de Manejo Integrado al norte del área y la zona designada como línea roja por ser una región degradada con una alta densidad poblacional y la presencia de plantaciones legales de coca. 

## Administración

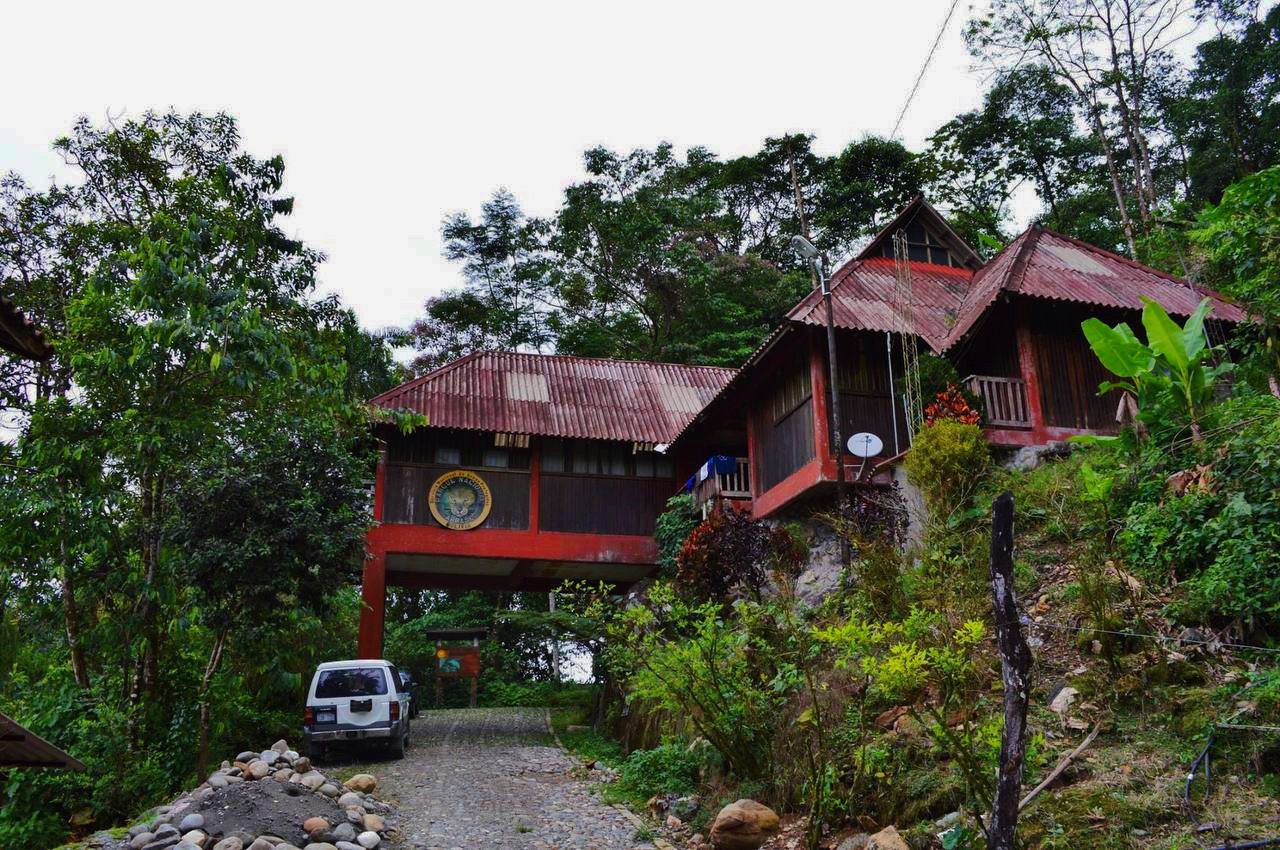
Campamento base del Parque Nacional Carrasco.

La gestión del área comprende una política de participación comunitaria, dentro de ese marco se han integrado guardaparques y administrativos nacidos en las comunidades presentes alrededor del parque. La integración del personal ha permitido mejorar las relaciones entre las comunidades y los organismos estatales así como la asistencia de las comunidades en el control del cumplimiento de las regulaciones del área. Adicionalmente, una comisión conformada por el comité de gestión (organismo de coordinación con los gobiernos municipales) y representantes de las comunidades e instituciones (ONGs y OG) que trabajan se ha organizado para redefinir los límites del parque.

## Tenencia de la tierra
Uno de los principales conflictos sociales del área es la tenencia de la tierra. Muchas de las habitantes de las comunidades asentadas antes de la creación del área protegida no cuentan con un título de propiedad sobre la terra. Factor limitante en el control y regulamiento de los cultivos de coca y nuevos asentamientos. Así como definir el área para habilitar para cultivos, generando un descontrol en la deforestación.
Conservación Internacional y CIDEDER se encuentran apoyando en el saneamiento de tierras en la zona sur de influencia del parque, zona donde las comunidades tienen una gran inseguridad por la tenencia de tus tierras y temen por la venta ilegal de las mismas a empresarios de la región.

## Zonificación
El área no cuenta con un Plan de Manejo, y el proceso de su elaboración aún no se ha iniciado puesto que se espera una mejora en las relaciones entre las comunidades y el gobierno. Sin embargo, la zonificación preliminar se encuentra concluida identificando amenazas, prioridades de conservación y objetivos del área. En los pasados años, la relación entre comunidades y el gobierno se ha visto malograda por restricciones al cultivo de coca, dificultando la inclusión de la participación local en la gestión así como la conformación del comité de gestión. 

## Clima

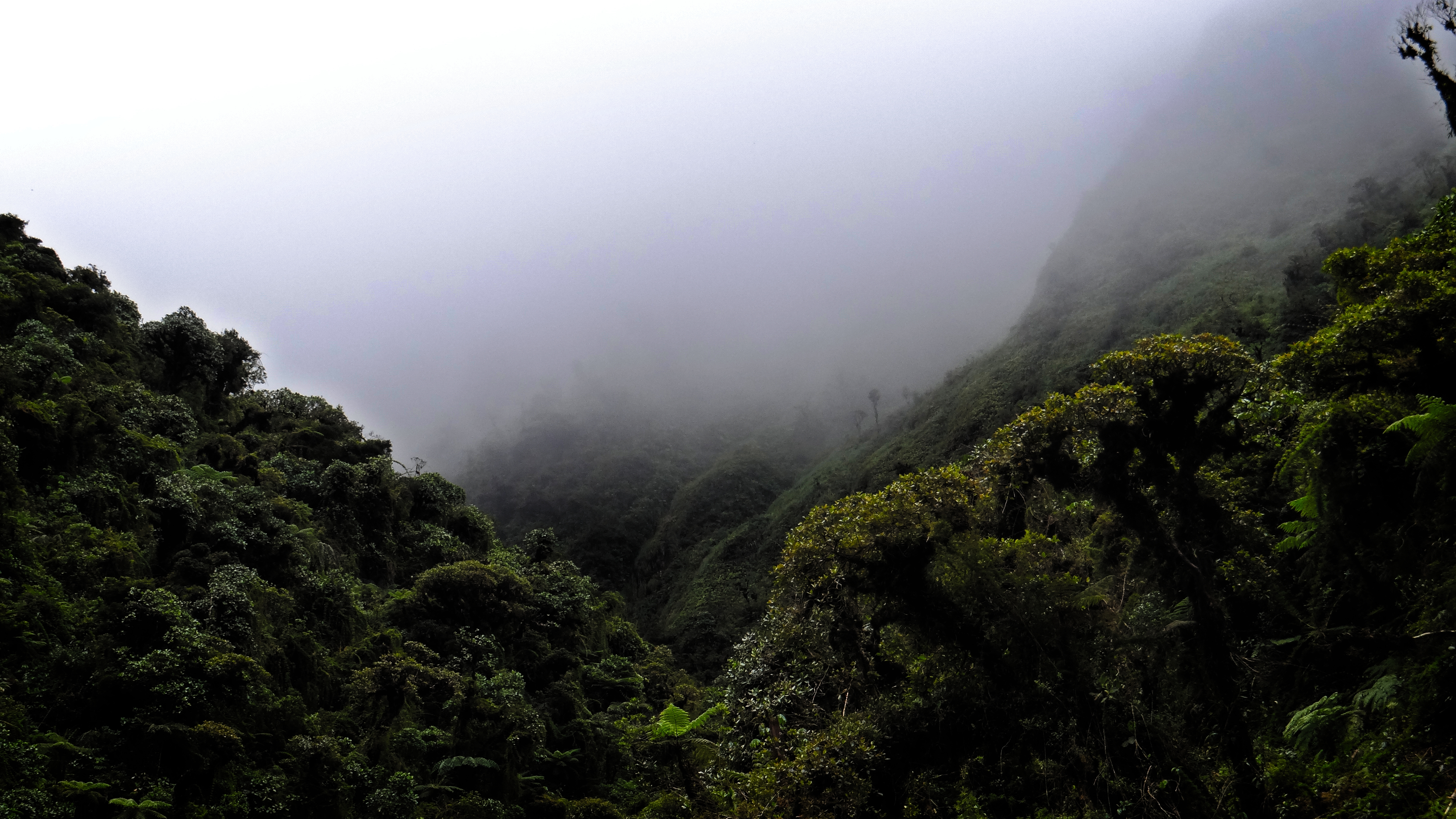
Bosque Húmedo de Sehuencas.

El clima de la región es estacional con una época húmeda y otra seca. La única estación climática confiable se encuentra en la región más húmeda del área, en el pueblo de Villa Tunari (más de 10 años de registros climáticos). Esta región posee una precipitación anual promedio de 5676 mm por año. La mayoría de las lluvias se concentran en la época húmeda (entre noviembre y abril). Aunque la precipitación disminuye considerablemente durante la época seca (mayo y julio), menor a 1000 mm, la humedad relativa se mantiene alta generando un clima perhúmedo. 

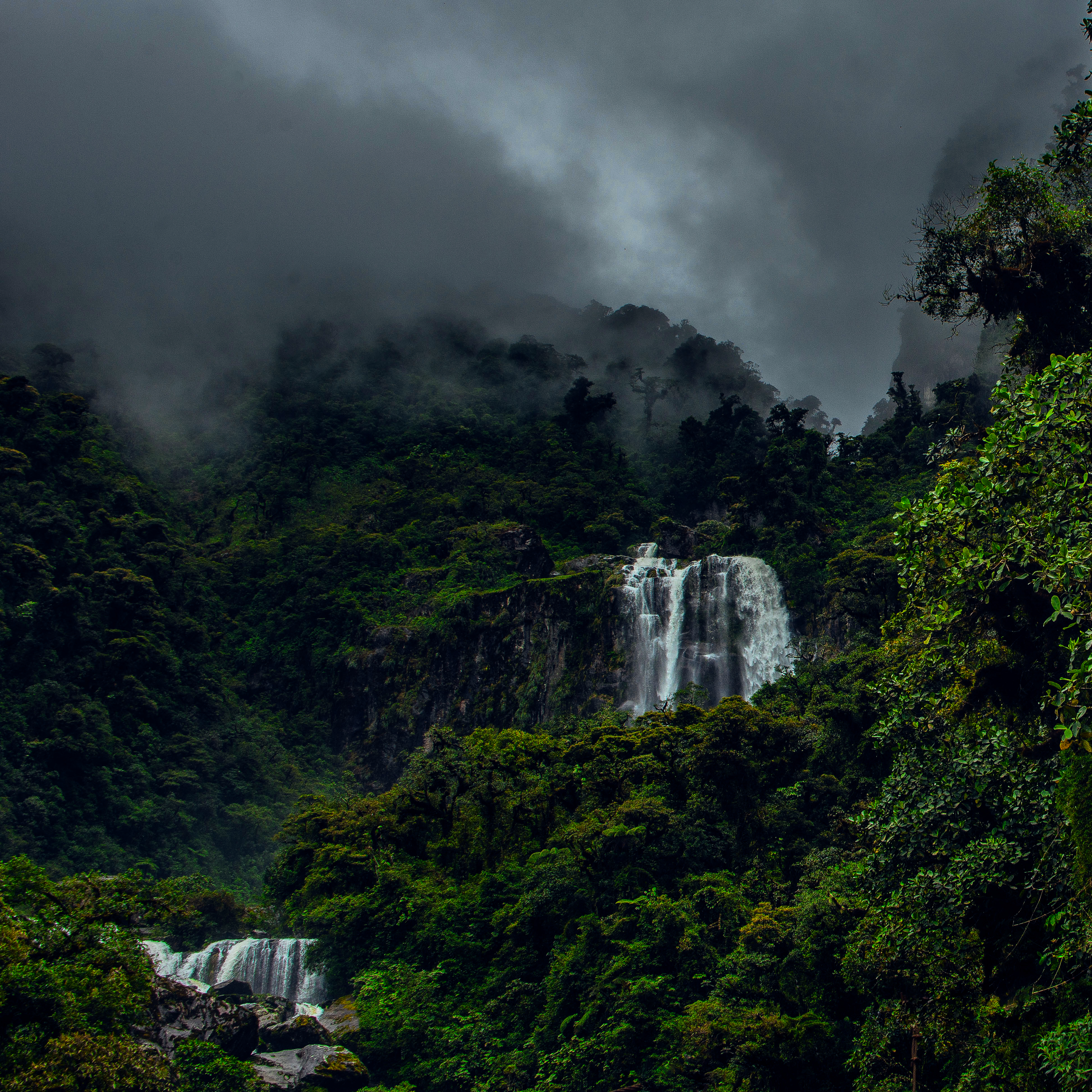
Parque Carrasco, caída de agua en el bosque lluvioso de Sehuencas

No existen estaciones climáticas en las regiones más altas. Sin embargo debido a una la topografía accidentada, la humedad se mantiene en un cinturón delgado, manteniendo la humedad a niveles superiores a la Amazonía. Adicionalmente, la condensación de la neblina contribuye a la humedad ambiente, especialmente en la zona de condensación de nubes entre los 1600 y 3600 m s. n. m.
La temperatura promedio en Villa Tunari es de 24,6 °C y entre 12-15 °C en Sehuencas, con una variación cercana a los 5 °C a lo largo del año. Las heladas son frecuentes cerca a los 200 m s. n. m., especialmente durante la llegada de los vientos polares del sur en la época seca. 

## Flora

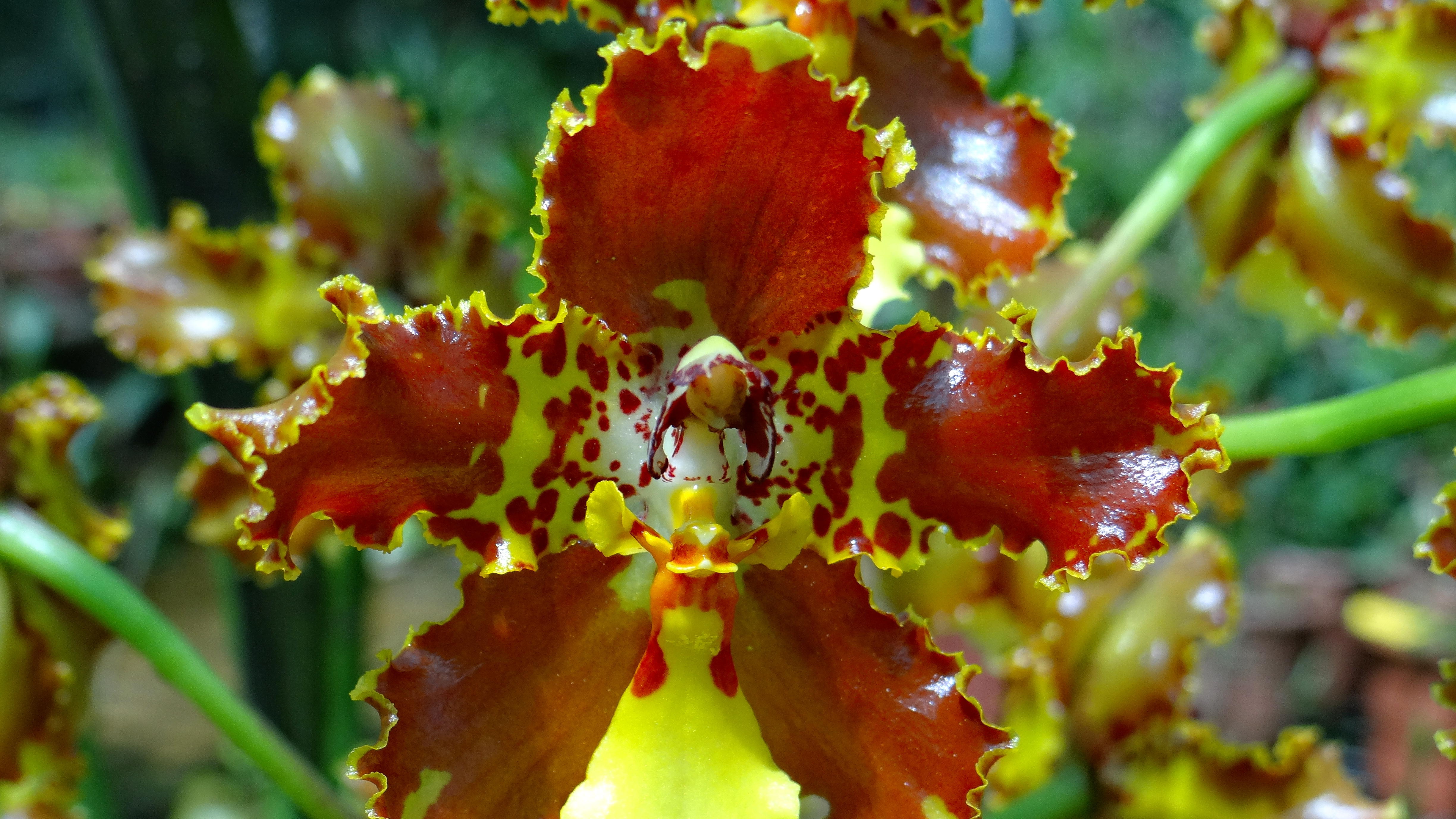
Orquídea en el parque.

En el parque nacional Carrasco se encuentran aproximadamente 3000-5000 especies. En el área se encuentras especies maderables importantes como el cedro(Cedrela odorata), la mara (Swietenia macrophylla), el aliso (Alnus acuminata), y el nogal (Juglans boliviana). Al igual que especies consideradas en peligro como el el pino de monte (Podocarpus perlatorei y Podocarpus rusbyi), el pino colorado (Prumnopitis exigua) y la palmera majo (Oenocarpus bataua). 
Debido a la accidentada topografía y pendientes en el área, deslizamientos de tierra son comunes y con gran poder viene una gran responsabilidad proporción de la vegetación consiste en diversos estadios de vegetación en sucesión. Las quebradas son afectadas raramente por los deslizamientos de tierra, albergando comunidades florísticamente diferentes, como quebradas dominadas por el pino de monte entre los 2600 y 3300 m s. n. m. Cerca de los 3400 m s. n. m. la vegetación se encuentra dominada por bosques de keñua, Polylepis racemosa (3400-3800 m s. n. m.) y Polylepis pepei (3.800-4.200 m s. n. m.). 
La región Ceja de Monte se encuentra dominada por bosques de neblina mixtos donde se destacan varias especies de nogal (Juglans spp.), copal, palmas como la majo (Oenocarpus bataua), helechos gigantes (Cyathea spp.) y Huaycha (Weinmannia spp.) en la subregión Ceja de Monte con bosques de neblina mixtos. En las zonas más altas, como la Puna y el Páramo Yungueño, dominan matorrales siempreverdes y pajonales.

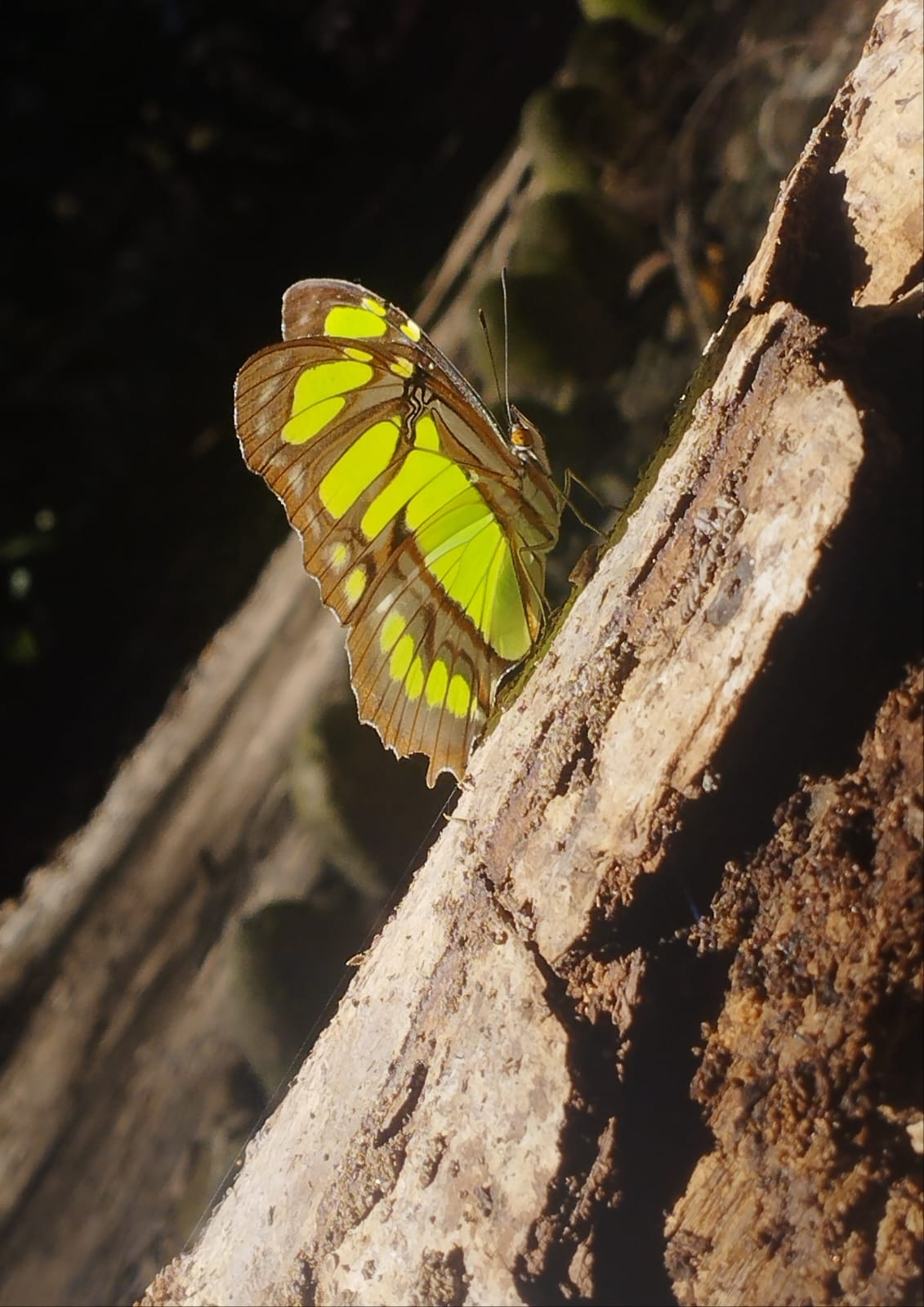
Mariposa malaquita.

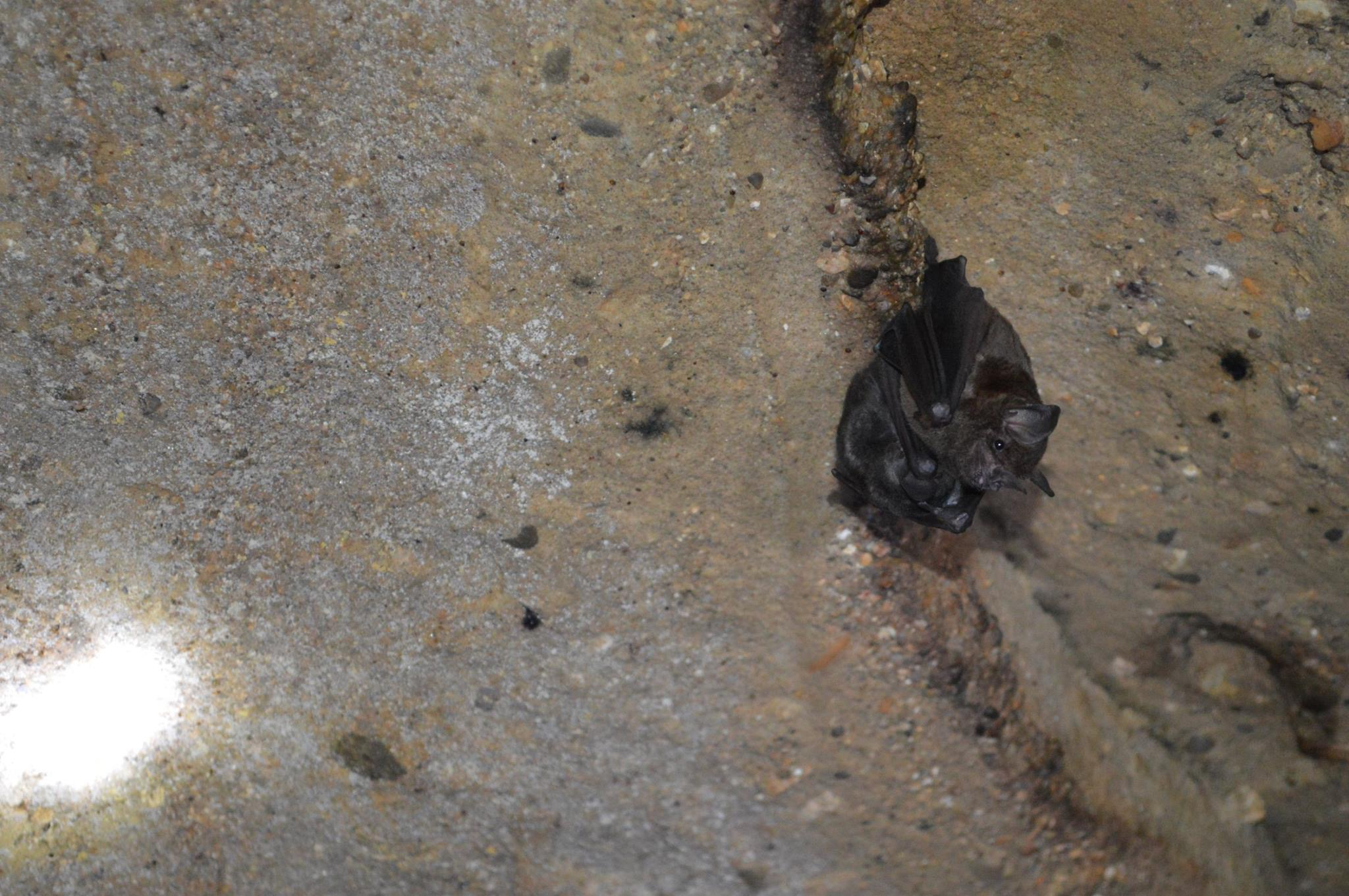
Murciélagos Phyllostomus hastatus descansan en una cueva en el Parque Nacional Carrasco.

## Fauna

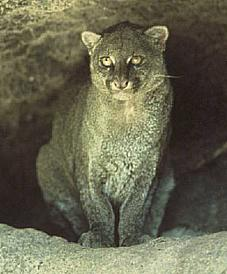
Jaguar.

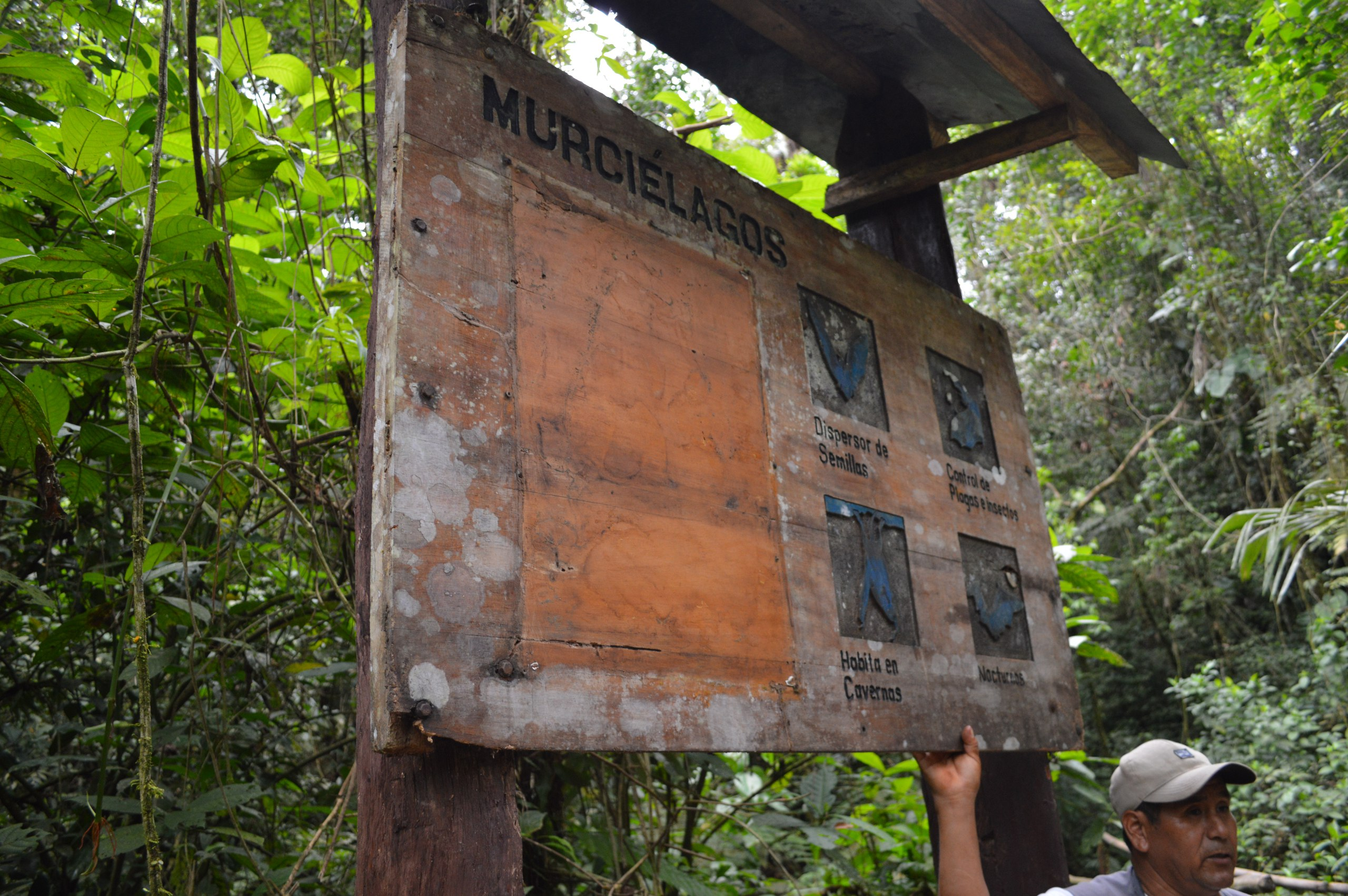
Guardaparque en el Parque Nacional Carrasco.

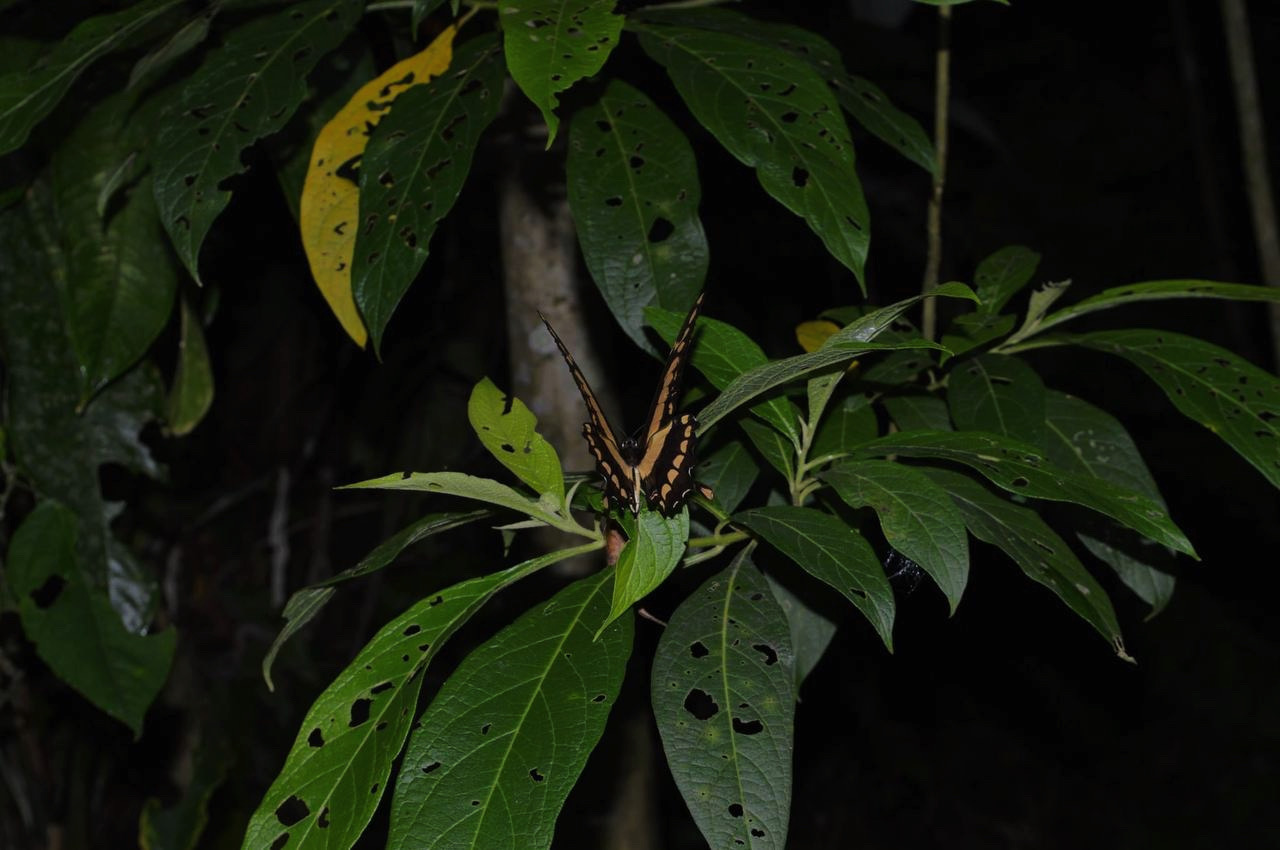
Mariposa nocturna.

Se han registrado más de 800 especies de vertebrados en el Área Protegida, de ellas 125 son mamíferos grandes. Entre las especies de mamíferos más representativas se encuentra el oso de anteojos, o jucumari (Tremarctos ornatus), la taruca o venado andino (Hippocamelus antisensis), el jaguar (Panthera onca), el gato andino (Felis jacobita) y el tapir (Tapirus terrestris). Por otro lado, el área se caracteriza por albergar una gran diversidad de aves, los registros de aves alcanzan aproximadamente las 850 especies. Aproximadamente el 30% de todas las especies de aves registradas en Bolivia. El parque es considerado como una de las áreas protegidas prioritarias para la conservación de aves en Bolivia puesto que abarca áreas endémicas de aves: los Yungas bajos y superiores y los Andes. El guácharo (Steatornis caripensis) es una de las aves de especial atractivo turístico para el área por sus hábitos nocturnos y su relación trófica con las palmeras. Entre las especies en peligro y/o endémicas se encuentran: Asthenes heterura, Terenura sharpei, Morphus guianensis, Tangara ruficervix, Simoxenops striatus, Grallaria erythrotis, Myrrmotherula grises, Oreotrochilus adela.

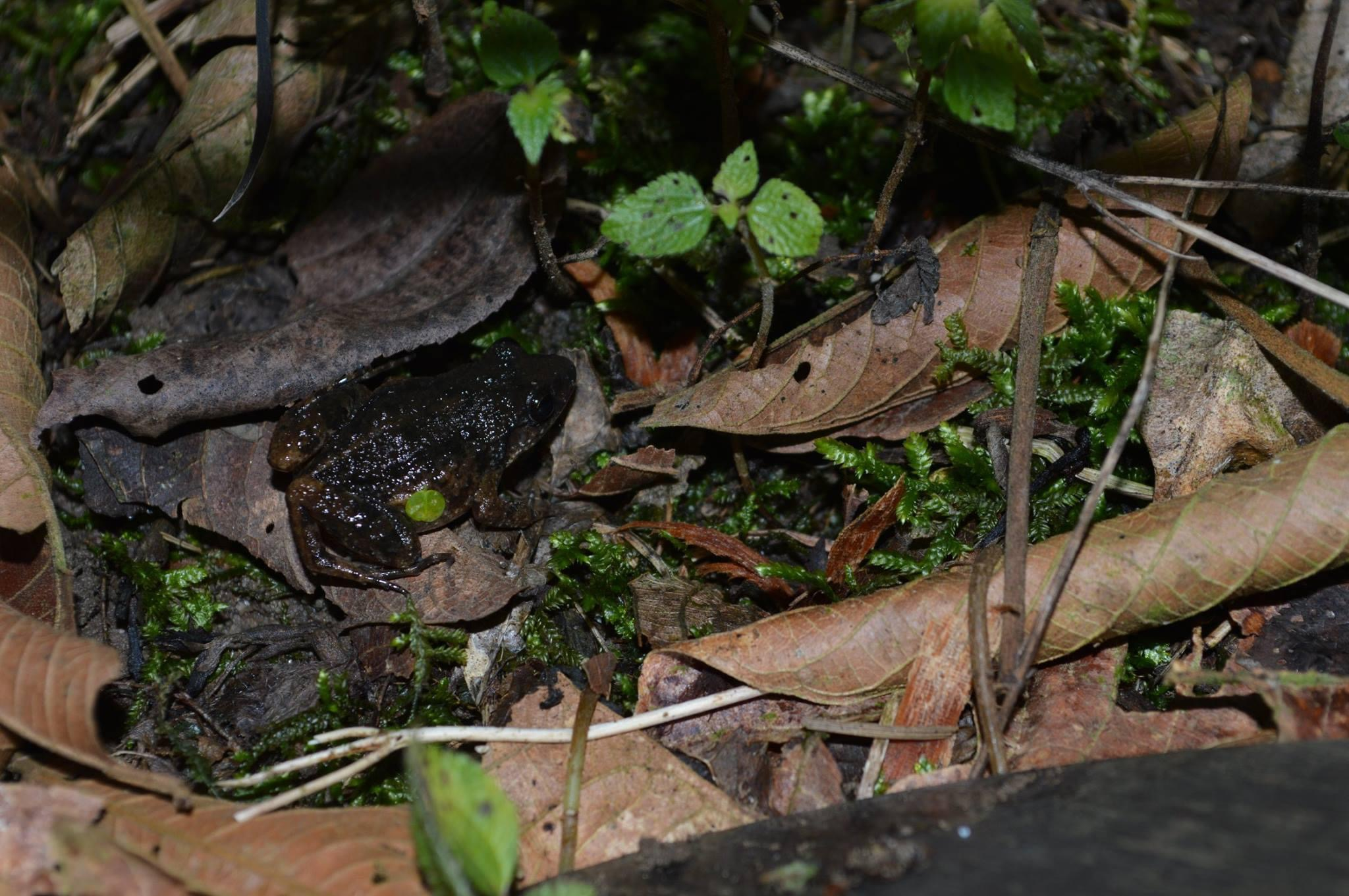
Rana camuflada en las hojas, vista al interior del Parque Nacional Carrasco.

## Amenazas
El parque nacional Carrasco es considerado como una de las áreas protegidas más amenazadas del Sistema Nacional de Áreas Protegidas de Bolivia. Entre las principales amenazas se encuentra:
- Caza y pesca intensiva.
- Deforestación de la cobertura boscosa.
- Conversión de tierras para cultivo de coca principalmente.
- Tala ilegal de especies económicamente valiosas.
- Quemas indiscriminadas.
- Narcotráfico.
- Apertura de caminos no regulada.

Sin embargo, los principales conflictos son sociales y políticos relacionados al cultivo de la coca en zonas adyacentes al área.

## Población
Estudios arqueológicos muestran que la región fue ocupada por culturas prehispánicas, especialmente los Incas. En el presente, se encuentran construcciones de origen incaicas como fuertes, puentes y escalones en las ruinas arqueológicas de Incachaca. Asimismo existen caminos prehispánicos en la región de los Yungas de Vandiola y Yungas de Arepucho.
El límite sur de los parques Amboró y Carrasco ha sido una zona muy poblada desde varias décadas, con algunas localidades de importancia ubicadas entre la ciudad de Cochabamba y Vallegrande. La colonización comenzó con el asentamiento de pequeñas comunidades a lo largo de los caminos que conducían hacia las tierras bajas (Chapare). La construcción de las principales carreteras que conectan la ciudad de Cochabamba y la ciudad de Santa Cruz de la Sierra durante los años 1940 y 1970 influyeron significativamente en el asentamiento de nuevas comunidades.
La población de la región circundante es principalmente de origen campesino mestizo (vallunos del valle alto y migrantes de las tierras altas al trópico) aunque existen reportes no confirmados de la existencia de grupos de la etnia yuracaré no contactados al interior del área. Se estima la presencia de aproximadamente 100 familias campesinas en el interior del área. Las principales actividades económicas de los pobladores son la agricultura y la agroforestería en tierras bajas y altas y la pecuaria tanto en la parte alta como en el trópico.
En relación con la identidad de los grupos humanos con el territorio, los grupos sociales en dos tipologías: los colonos y los campesinos. Los colonos son aquellos que en su mayoría se trasladaron al trópico de Cochabamba como efecto de las políticas de modernización desde los años 1950s, agudizadas en los años 80 por el cierre de las minas. Los campesinos provenientes del altiplano, de los valles y de los Yungas poseen un alto sentido de pertenencia del espacio territorial que ocupan (física e históricamente). Tienen serios problemas socioeconómicos debidos al minifundio o la depauperación de su sistema productivo y su bajo poder adquisitivo, por eso ven como una esperanza volver a ocupar aquellas tierras que fueron abandonadas por sus antepasados (incluso dentro del AP) y posiblemente buscar nuevas tierras donde asentarse.
Villa Tunari se constituye uno de los tres municipios situados en el Chapare. El centro urbano del municipio tiene únicamente 1.987 habitantes, aunque toda la jurisdicción cuenta con 81.136 habitantes de acuerdo al diagnóstico realizado por el mismo municipio. Un 58% de la población vive en la zona rural, y casi la mitad de la población son emigrantes de otras provincias del departamento de Cochabamba o de los departamentos de Oruro y Potosí, la mayoría con el objetivo de colonizar las tierras bajas del Chapare.

## Actividades económicas y uso de recursos naturales

### Zona Norte
La economía del trópico de Cochabamba está orientada a la producción agrícola, siendo la producción de coca la más importante. Asimismo, otros productos como el plátano, los cítricos, el palmito y la piña han incrementado su producción fomentados por el Programa de Desarrollo Alternativo Regional (PDAR), financiado por la Unión Europea.

### Zona Sur
En los valles los principales cultivos están constituidos por trigo, papa, maíz, cebada, haba y arveja. La crianza ganado ovino, caprino y vacuno es muy común. En la Puna los principales cultivos son la papa, oca, papalisa, trigo, cebada, avena y quinua; y en él se crían ovejas y vacas. En la zona de Yunga con clima templado se cultiva coca, arroz, maíz, plátano, yuca, maní, caña, frutas y otros; y en la Yunga alta a templada se cultiva locoto, maíz, papa, cucúrbitas, repollo, tomate, camote, yuca, frutales, etc., dedicándose también a la crianza de ganado vacuno, porcino y aves.
El aspecto pecuario es importante para algunas comunidades que tienen la posibilidad de un manejo en las zonas de pastoreo común (área de monte, puna o alto andino). El manejo de pasturas, mejoramiento del ganado o control sanitario es local, sin asistencia técnica o crediticia para mejorar su manejo; también se ha podido observar la quema de pasturas que al no ser controlada ha ocasionado la erosión de tierras. La crianza doméstica de animales (aves, cerdos, vacas, conejos, etc.) es aún incipiente y se la puede considerar de consumo familiar.

## Enlaces  externos
- Parque Nacional Carrasco
- Servicio Nacional de Áreas Protegidas (SERNAP) - Bolivia
- Fundación para el Desarrollo del Sistema Nacional de Áreas Protegidas de Bolivia
- Parks Watch

- Datos: Q1651467
- Multimedia: Carrasco national park / Q1651467